# Aprosphylus olszanowskii
Aprosphylus olszanowskii е вид насекомо от семейство Tettigoniidae.

## Разпространение
Видът е ендемичен за провинциите Западен Кейп и Северен Кейп в Южна Африка.